# 丸小野仁之
丸小野 仁之（まるおの ひとし、1971年10月27日 - ）は日本の男子陸上競技選手。専門は混成競技。熊本県出身。
熊本県～鹿児島県～宮崎県立宮崎工業高等学校、福岡大学卒業。大学時代の21歳のときに十種競技を始めた。日本選手権で1998年と2000年に2度の優勝、アジア陸上競技選手権大会で1995年と2000年に2度の優勝をしている。現在は高校の教員をしている。

## 自己ベスト
- 十種競技  - 7713点 (1997年4月、前橋市)

各種目最高記録
100m11.01
走幅跳7m81
砲丸投14m46
走高跳2m11
400m50.23
110mH14.68
円盤投42m75
棒高跳4m85
やり投66m36
1500m4.39.07
400mH52.6